# Aisjaure
Aisjaure (modern stavning Ajsjávrre) är en sjö i Arjeplogs kommun i Lappland och ingår i Skellefteälvens huvudavrinningsområde. Sjöns area är 33,98 kvadratkilometer och den är belägen 420 meter över havet.

## Reglering
Aisjaure hänger samman med Hammarträsket, Tjärraur, Korsträsket, Båtsträsk, Fluka, Uddjaure och Storavan i ett vattenkraftsmagasin vars yta regleras mellan 418 och 420 m ö.h. På grund av regleringen kan det idag vara svårt att urskilja sjöarnas ursprungliga utsträckning.

## Föroreningar
Aisjaure har emellanåt tagit emot blyhaltigt vatten från Saivatjtjärnen, som ligger vid Tålmakdalen där avfallssand från Laisvallgruvan deponerats.